# Ulrich von Plettenberg

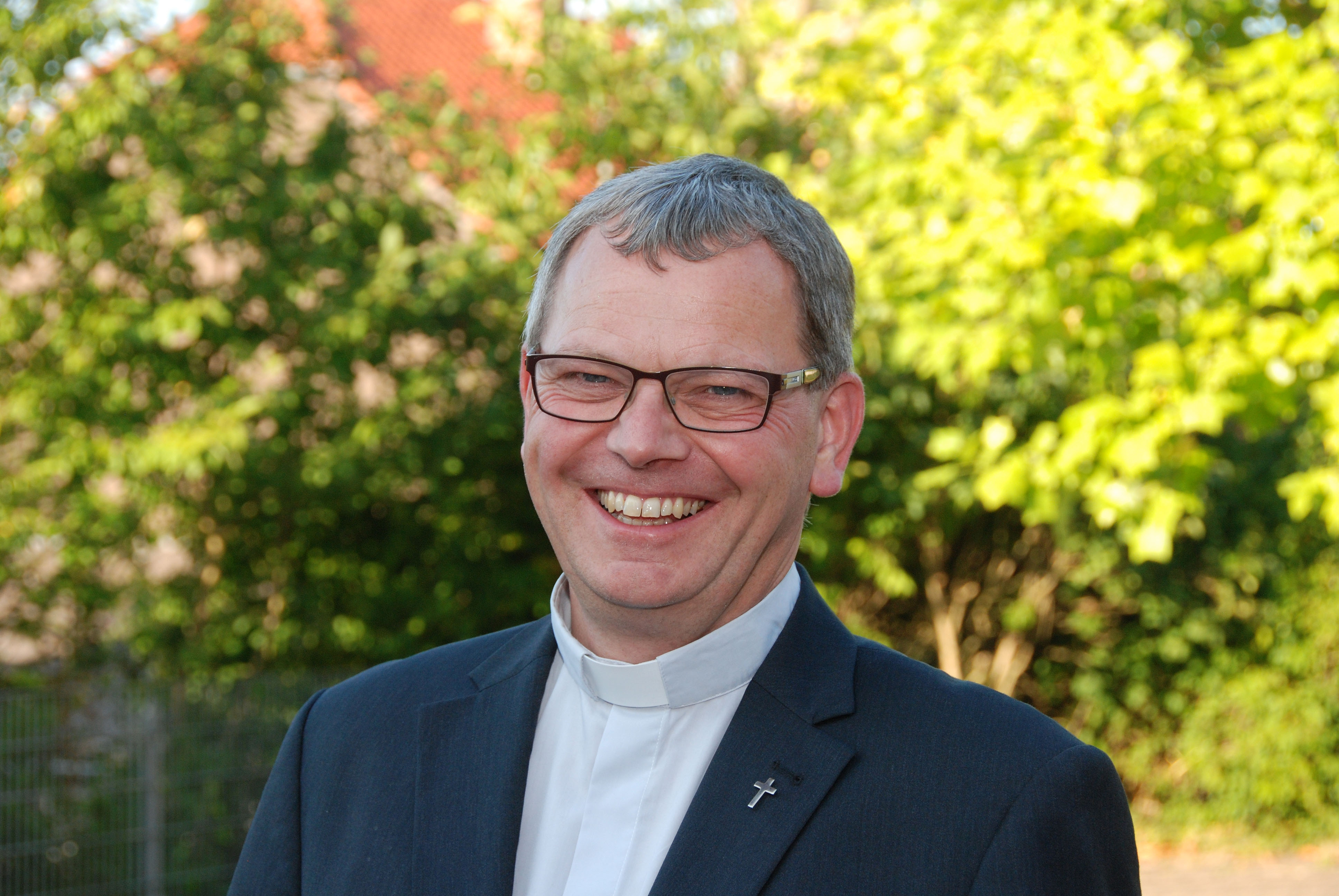
Ulrich von Plettenberg (2016)

Ulrich Graf von Plettenberg (* 6. August 1964 in Birkenfeld) ist ein deutscher römisch-katholischer Priester und Generalvikar im Bistum Trier.

## Herkunft
Ulrich entstammt dem westfälischen Uradelsgeschlecht von Plettenberg und wurde als sechstes von acht Kindern seiner Eltern Josef  von Plettenberg (1929–2015) und Elisabeth Freiin von Lüninck (* 1928) geboren.

## Leben
Nach seinem Studium in Trier und an der Päpstlichen Universität Gregoriana in Rom wurde er am 10. Oktober 1991 dort zum Priester geweiht. Nach seiner Kaplanszeit in Trier war er zunächst von 1996 bis März 2001 Bischofskaplan und Sekretär des Trierer Bischofs Hermann Josef Spital, anschließend Sekretär des Diözesanadministrators, Weihbischof Leo Schwarz und schließlich bis Juli 2002 Bischöflicher Kaplan und Sekretär von Bischof Reinhard Marx. Von August 2002 bis Anfang 2004 war er zum Promotionsstudium an der Theologischen Fakultät Trier freigestellt und 2004 aufgrund der Dissertation In gemeinsamer Verantwortung. Amt und Laikat in der Kirche nach Yves Congar und dem Zweiten Vatikanischen Konzil zum Dr. theol. promoviert. Von Februar 2004 an wirkte er als Schulpfarrer an der Alfred-Delp-Schule Hargesheim, einer Kooperativen Gesamtschule in Trägerschaft des Bistums Trier, und als Kooperator in Bad Kreuznach. Ende 2010 wurde er Pfarrer der Pfarreiengemeinschaft Am Schaumberg. von Plettenberg war für das Dekanat St. Wendel gewähltes Mitglied der Trierer Bistumssynode von 2013 bis 2016, im Rahmen dieser Synode war er Vorsitzender der Sachkommission 5 „Den Glauben an vielen Orten leben lernen“.
Am 1. Juli 2016 wurde er von Bischof Stephan Ackermann zum neuen Generalvikar der Diözese Trier berufen. Von Plettenberg ist Nachfolger von Georg Bätzing, der als Bischof nach Limburg wechselte. Am 10. November 2016 wurde seine Berufung zum Domkapitular bekanntgegeben.
Zur Übernahme von Patenschaften für das neue sogenannte „Seenot-Rettungsschiff“ der Migranten-Lobby-Organisation Sea-Eye hat das Bistum Trier im Juli 2024 aufgerufen. „Seenotrettung ist eine christliche und humanitäre Pflicht“, begründete der Trierer Generalvikar Ulrich Graf von Plettenberg seine Bitte um Unterstützung für die „Sea-Eye 5“.
Dasselbe Bistum hatte bereits vor drei Jahren mit weiteren Bistümern die Überführung der „Sea-Eye 4“ mitfinanziert. Um die laufenden Kosten des nächsten Schiffs zu finanzieren, hatte die Organisation 3.000 sogenannte „Paten“ gesucht, die dauerhaft 16,67 Euro im Monat überweisen. Diese Forderung für die „Sea-Eye 5“ hat das Bistum nun an die Gläubigen weitergereicht.